# Thure Cederström

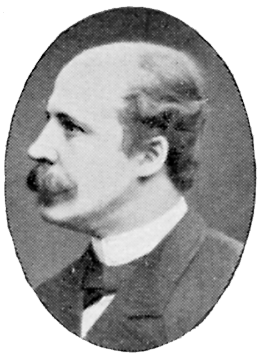
Thure Cederström, Abbildung aus einem historischen Lexikon

Thure Nikolaus Freiherr von Cederström (* 25. Juni 1843 in Åryd, heute Gemeinde Växjö, Småland, Schweden; † 21. Mai 1924 in München) war ein schwedischer Genremaler der Düsseldorfer und Münchner Schule.

## Leben
Cederström, Spross des schwedischen Adelsgeschlechtes Cederström, war ein Sohn des schwedischen Kavallerie-Obersten Klas Anton Graf von Cederström (1795–1849) und dessen Ehefrau Katarina Fredrika Aschan (1805–1881). Sein Großvater war der schwedische Admiral und Minister Olof Rudolf Graf von Cederström (1764–1833), der im Amerikanisch-Tripolitanischen Krieg gefochten hatte.

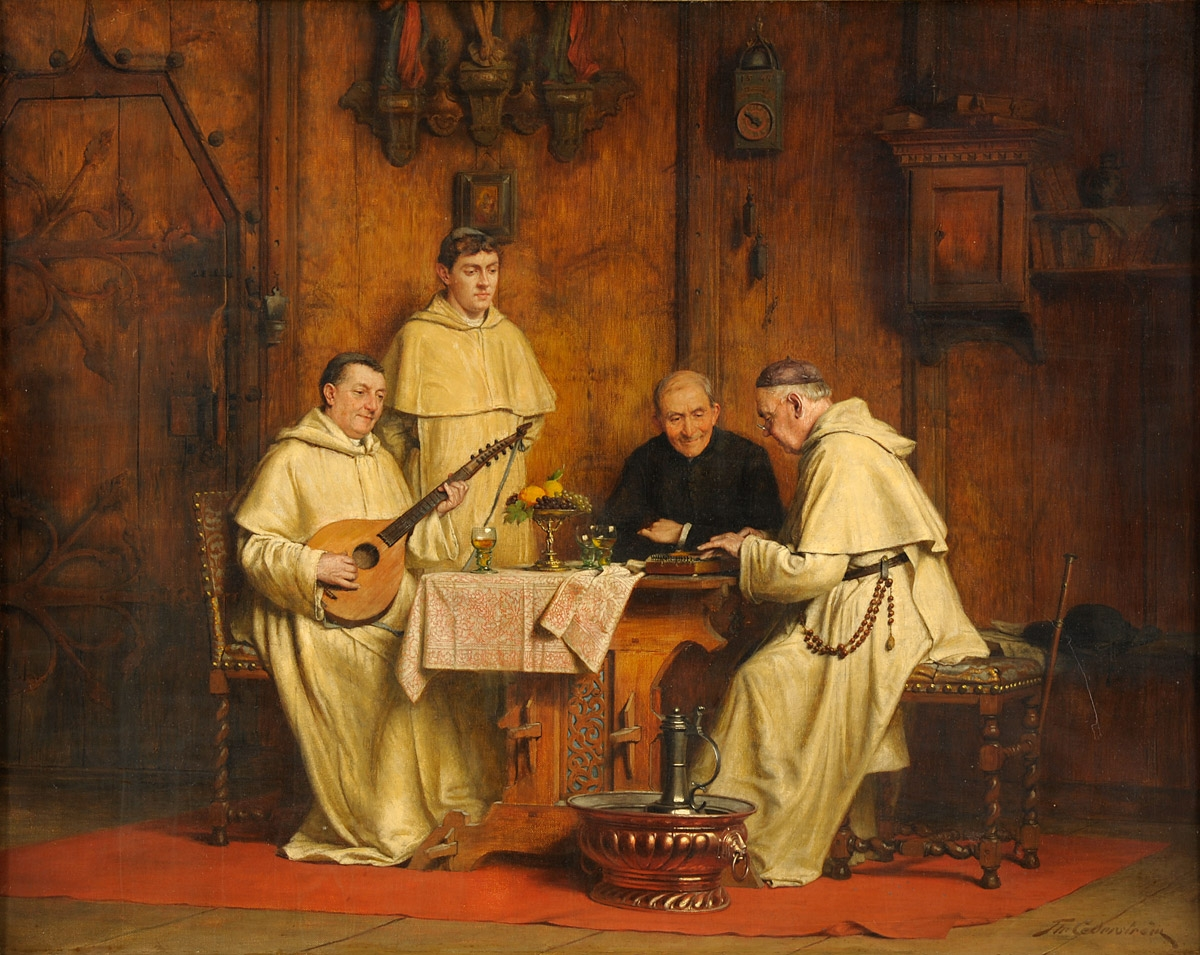
Ein musikalisches Duo

Am 4. Oktober 1858 trat Cederström als Kadett in die Militärakademie Karlberg ein. Von 1868 bis 1871 diente er als Offizier in der königlich-schwedischen Leibgarde zu Pferde. Die militärische Laufbahn unterbrach er 1868/1869, um in Paris Kunst zu studieren. Dort fand er in Hugo Salmson einen Lehrer. Zwischen 1872 und 1877 hielt sich Cederström in Weimar und in Düsseldorf auf, wo 1867/1868 sein Cousin Gustaf bei Ferdinand Fagerlin studiert hatte und wo er Privatschüler von Albert Baur dem Älteren war. Am 24. Februar 1877 heiratete er in Weimar Elise Semler (1850–1927). Seit 1877 lebte das Paar in München. Zu seinem engeren Freundeskreis zählte dort Eduard Grützner, ein Schüler von Carl Theodor von Piloty.
Ähnlich wie Grützner und wie der Norweger Vincent Stoltenberg Lerche, der zeitgleich in Düsseldorf studierte und arbeitete, verschrieb sich Cederström der Darstellung von Szenen aus dem Klosterleben, die er in detailrealistischer Feinmalerei und mit historistischem Sinn für Kostüme und Ausstattungen ausführte. 1879 erhielt er bei einer Londoner Ausstellung eine Bronzemedaille, die einzige Auszeichnung dieser Art, die ihm zukam. Ab 1883 wirkte Cederström als schwedischer bzw. schwedisch-norwegischer Kommissar auf internationalen Kunstausstellungen in München. Für den schwedischen Ethnografen Artur Hazelius trat er – ein Kenner und Sammler alter Kunst und Kunsthandwerks sowie Mitglied des Münchner Altertumsvereins – bei deutschen Kunst- und Antiquitätenhändlern als Käufer auf.

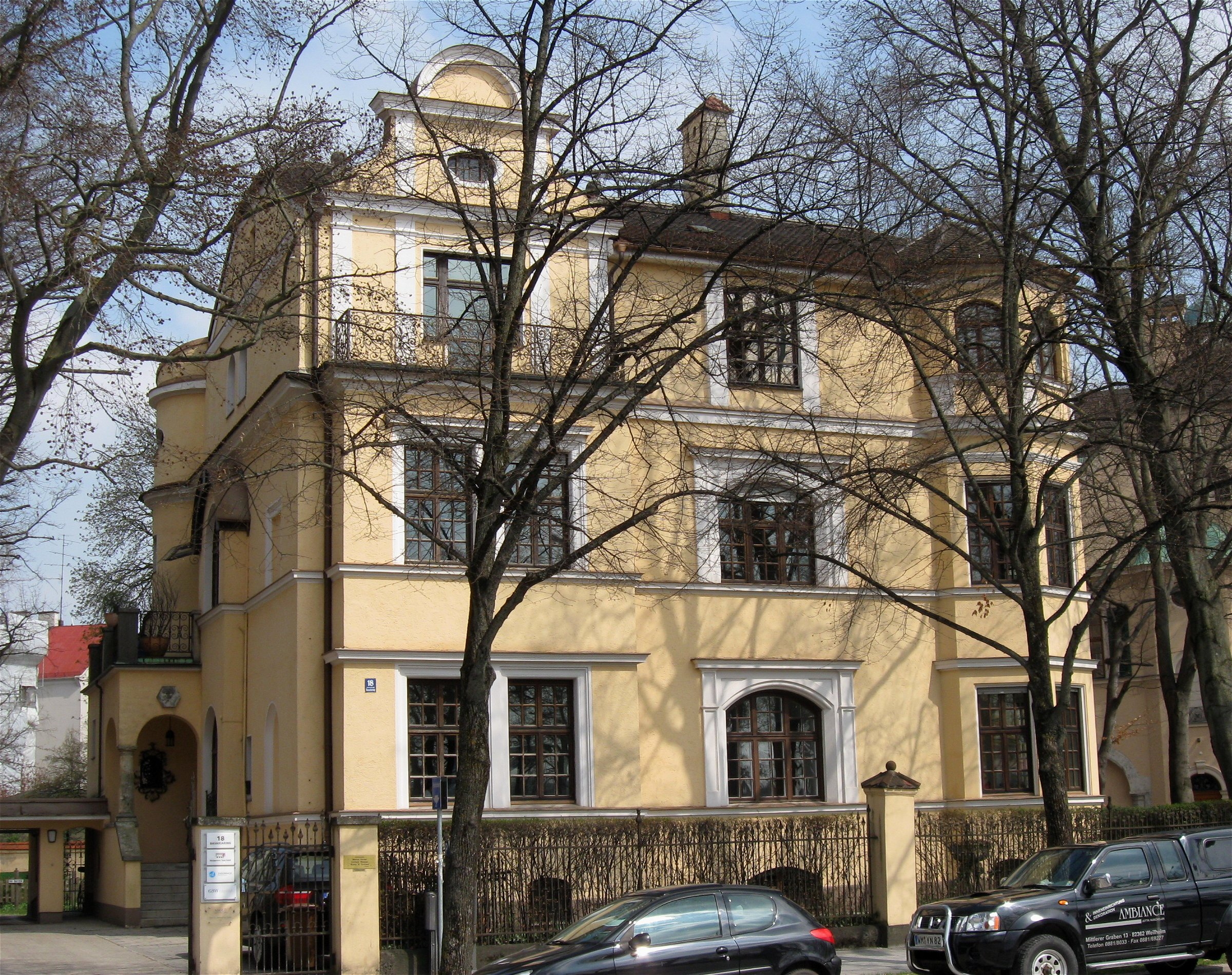
Villa Bavariaring 18 (2010)

Cederström wurde engagiertes Mitglied der Münchner Künstlergenossenschaft, insbesondere in deren historischer Kommission, die er 1892 mit anderen ins Leben rief und die bereits im Dezember 1892 eine Ausstellung ihrer rasch angewachsenen historischen Sammlung veranstaltete. 1906 kuratierte er als Vorsitzender der historischen Kommission der Künstlergenossenschaft die Künstlerhaus-Ausstellung Scherz und Ernst aus dem Münchner Künstlerleben.
Um sich zur Ruhe zu setzen und in eine kleinere Wohnung zu ziehen, veräußerte Cederström im Jahr 1913 seine Villa mit Atelier am Bavariaring 18 in der Münchner Ludwigsvorstadt. Dieses Gebäude war 1887 bis 1889 von dem Architekten Emanuel von Seidl errichtet worden. Gleichzeitig löste er seine Kunst- und Antiquitätensammlung beim Auktionshaus Helbing auf.